# Grobiņa kommun
Grobiņa kommun (lettiska: Grobiņas Novads) var en kommun i Lettland. Den låg i den västra delen av landet, 180 km väster om huvudstaden Riga. Antalet invånare var 10 220. Arean var 490 kvadratkilometer.
2021 slogs kommunen samman med kommunerna Aizpute, Durbe, Nīca, Pāvilosta, Priekule, Rucava och Vaiņode och bildade Södra Kurzeme kommun.
Följande samhällen fanns i Grobiņas novads:
- Grobiņa
- Cimdenieki